# 1. Division 1946-1947 (Lussemburgo)
La 1. Division 1946-1947 è stata la 31ª edizione della seconda serie del campionato lussemburghese di calcio. La stagione è iniziata il 3 settembre 1946 ed è terminata il 20 maggio 1947. Le squadre Red Black Pfaffenthal, Sporting Bettembourg e CS Tetange hanno raggiunto la promozione in Division d'Honneur. 

## Stagione

### Novità
Dalla Division d'Honneur non ci sono state retrocessioni. Sono state promosse in Division d'Honneur il Jeunesse Esch e il Racing Rodange. Non ci sono state retrocessioni in Promotion.

### Formula
2 punti alla vittoria, un punto al pareggio, nessun punto alla sconfitta.
Le 12 squadre partecipanti si affrontano in un Girone all'italiana, per un totale di 22 giornate.

Le prime tre classificate sono promosse direttamente in Division d'Honneur. Le ultime quattro squadre classificate vengono retrocesse in Promotion.

### Aggiornamenti
Per decisione della federazione si porta il numero delle squadre partecipanti al torneo da 10 a 12, con tre promozioni e quattro retrocessioni. 

## Squadre partecipanti
| Club                  | Stagione | Città              | Stadio | Stagione 1945-1946                  |
| --------------------- | -------- | ------------------ | ------ | ----------------------------------- |
| Alliance Dudelange    | dettagli | Dudelange          | ...    | 6º posto in 1. Division             |
| Aris Bonnevoie        | dettagli | Bonnevoie          | ...    | 10º posto in 1. Division            |
| Avenir Beggen         | dettagli | Beggen             | ...    | 7º posto in 1. Division             |
| Differdange           | dettagli | Differdange        | ...    | 8º posto in 1. Division             |
| Jeunesse Wasserbillig | dettagli | Wasserbillig       | ...    | 9º posto in 1. Division             |
| Oberkorn              | dettagli | Oberkorn           | ...    | 1º posto in Promotion (Neopromosso) |
| Rapid Neudorf         | dettagli | Neudorf-Weimershof | ...    | 4º posto in 1. Division             |
| Red Black Pfaffenthal | dettagli | Pfaffenthal        | ...    | 5º posto in 1. Division             |
| Remich                | dettagli | Remich             | ...    | 3º posto in Promotion (Neopromosso) |
| Rumelange             | dettagli | Differdange        | ...    | 3º posto in 1. Division             |
| Sporting Bettembourg  | dettagli | Bettembourg        | ...    | 4º posto in Promotion (Neopromosso) |
| Tetange               | dettagli | Kayl               | ...    | 2º posto in Promotion (Neopromosso) |

## Classifica finale
|  | Pos. | Squadra               | Pt | G  | V  | N | P  | GF | GS | DR   |
|  | ---- | --------------------- | -- | -- | -- | - | -- | -- | -- | ---- |
|  | 1.   | Red Black Pfaffenthal | 33 | 22 | 15 | 3 | 4  | 62 | 28 | +34. |
|  | 2.   | Sporting Bettembourg  | 31 | 22 | 14 | 3 | 5  | 51 | 32 | +19. |
|  | 3.   | Tetange               | 30 | 22 | 13 | 4 | 5  | 56 | 27 | +29. |
|  | 4.   | Alliance Dudelange    | 29 | 22 | 12 | 5 | 5  | 53 | 35 | +18. |
|  | 5.   | Rumelange             | 25 | 22 | 12 | 1 | 9  | 46 | 35 | +11. |
|  | 6.   | Oberkorn              | 23 | 22 | 9  | 5 | 8  | 54 | 44 | +10. |
|  | 7.   | Remich                | 22 | 22 | 9  | 4 | 9  | 43 | 47 | -4.  |
|  | 8.   | Avenir Beggen         | 20 | 22 | 8  | 4 | 10 | 49 | 44 | +5.  |
|  | 9.   | Jeunesse Wasserbillig | 19 | 22 | 8  | 3 | 11 | 46 | 60 | -14. |
|  | 10.  | Rapid Neudorf         | 13 | 22 | 5  | 3 | 14 | 50 | 74 | -24. |
|  | 11.  | Differdange           | 10 | 22 | 4  | 2 | 16 | 28 | 73 | -45. |
|  | 12.  | Aris Bonnevoie        | 9  | 22 | 2  | 5 | 15 | 16 | 55 | -39. |

Legenda:

      Promozione in Division d'Honneur  1947-1948

     Retrocessione in Promotion 1947-1948